# San Giovanni Lupatoto
San Giovanni Lupatoto (San Gioani Lupatoto in veneto) è un comune italiano di 25 438 abitanti della provincia di Verona in Veneto.

## Geografia fisica
San Giovanni Lupatoto dista circa 6 chilometri da Verona. Rispetto al capoluogo è in posizione sud-est.
Confina a nord-ovest con Verona, a nord-est con San Martino Buon Albergo, a est con Zevio, a sud con Oppeano, a ovest con Buttapietra.
È lambito dal fiume Adige. 
Il territorio comunale si estende nell'estrema propaggine settentrionale della Bassa Veronese, quasi a ridosso della fascia pedemontana.
È situato a un'altitudine media di 42 m s.l.m., ed è inoltre facilmente raggiungibile tramite l'autostrada A4 Milano-Venezia, uscendo al casello di Verona Sud. 
Si trova all'inizio della strada statale 434 Transpolesana, che mette in comunicazione Verona con Rovigo e con i comuni del sud della provincia.

## Origini del nome
L'origine del nome è alquanto incerta ed esistono diverse ipotesi. Mentre San Giovanni fu aggiunto in seguito all'istituzione della parrocchia, il termine Lupatoto potrebbe derivare da:
- lupum totum, potrebbe essere un possibile nome latino di un accampamento romano durante l'occupazione dei territori lungo il tracciato Vicum Veronensium II secolo a.C.
- lupi ad totum, lupi dappertutto: potrebbe risalire alla presenza di boschi selvatici infestati da lupi.
- lucus totus, tutto bosco: nei primi secoli del medioevo il territorio limitrofo era selvatico e quindi sarebbero state presenti moltissime aree boschive.

Per trovare traccia del nome del comune si risale a un documento del 1178 che descrive la zona chiamata Sanctum Johannem ad Lupum Totum, che significa "San Giovanni (presso il luogo) lupi dappertutto". Un lupo rampante è rappresentato nello stemma comunale.

## Storia

### Dalla preistoria al periodo romano
Nel XVIII secolo vennero effettuati diversi ritrovamenti fatti risalire dagli studiosi all'età del ferro. Nella frazione Raldon, presso la località ca' dei Frè furono ritrovati i resti di varie palafitte. Era questo il punto più a sud del comune, sito presso i limiti dell'antica palude veronese. Di questi ritrovamenti non esiste più traccia in quanto andarono perduti nel corso del periodo napoleonico. Sul territorio lupatotino, in località Pontoncello, sono state rinvenute delle necropoli risalenti ai celti.
A Raldon, nelle terre di proprietà del marchese Jacopo Muselli, furono rinvenute una necropoli e una casa romana risalente al I secolo d.C. La necropoli, destinata alla tumulazione dei plebei, aveva come perimetro un quadrato delimitato approssimativamente dalle strade "che da Verona porta a Bovolone", "che da Raldon porta a Santa Maria di Zevio e quella "che da Pozzo porta a Vallese". Alcuni dei reperti provenienti dalla necropoli sono esposti presso il museo archeologico del teatro romano di Verona: la maggior parte è però andata dispersa nel periodo napoleonico. La casa romana fu scoperta in località "Le Marchesane", nell'agro che si estende tra Raldon e le località di Pampaluna e Scajole (presso l'abitato di Raldon), e si conservano un disegno e la lista del materiale trovato, stilata personalmente dal marchese Muselli.
Alcuni storici veronesi tra cui Scipione Maffei e Carlo Cipolla ritengono che il teatro della battaglia dei Campi Raudii 101 a.C. non si trovi nei pressi di Vercelli (come vuole la tradizione) ma nel territorio di San Giovanni Lupatoto, nella frazione di Raldon, in un'area molto estesa che va da sud della frazione di Pozzo alla località ponte dell'Ebreo, presso il limitrofo comune di Oppeano. Da questo luogo potrebbe derivare poi il nome della villa di Raldon attraverso vari passaggi intermedi (Raudium --> Raudion --> Raudon --> Raldon). Anche questa ipotesi tuttavia si rivela improbabile, dal momento che la storiografia moderna, pur con alcune differenze, situa il luogo della battaglia in provincia di Vercelli.

### Dal periodo Napoleonico al periodo Austriaco - Battaglia del Magnano
Durante il periodo napoleonico la storia del comune s'intrecciò brevemente con quella del conte di Lillà, futuro Re di Francia con il nome di Luigi XVIII. Questi nel 1794, in fuga dalla minaccia delle truppe rivoluzionarie francesi, trovò rifugio presso i conti Gazzola e soggiornò nelle loro proprietà di Verona e di palazzina Sant'Andrea (località allora incorporata nel territorio di San Giovanni Lupatoto). Da questo esilio il Conte continuò la sua attività politica mediante proclami e alleanze con i ribelli Vandeani. Quando l'esercito francese di Napoleone Bonaparte giunse in prossimità di Verona il Conte fuggì e si rifugiò prima nella Repubblica di Venezia e poi in Germania, trovando asilo presso il Duca di Brunswick. Anche il territorio di San Giovanni Lupatoto fu coinvolto nella lotta tra Francia e Austria. In particolare il 5 aprile 1799 ebbe luogo la battaglia di Magnano. In realtà il teatro principale dello scontro fu l'omonima località sita nel comune di Buttapietra, ma molti episodi si svolsero a Ca' Di David, Bovo, Raldon, Sorio e San Giovanni Lupatoto. Nel 1797 il territorio passò sotto il dominio francese con l'arrivo delle truppe di Napoleone; terminavano così quasi quattro secoli di appartenenza alla Repubblica di Venezia.
Quando l'impero Napoleonico iniziò a cedere, San Giovanni Luapatoto fu inserito, in seguito al congresso di Vienna del 1815, nel Regno Lombardo-Veneto assegnato all'Impero Austriaco. Questa e altre modifiche territoriali apportate dopo la sconfitta di Napoleone presero il nome di "restaurazione". Nel 1818 gli austriaci, preso possesso del territorio, misero mano alla suddivisione amministrativa. Il comune di Raldon venne diviso in due lungo la strada che da Verona porta a Bovolone: la parte est (attuale località Ca' Bianca e Maffea) passò al comune di Zevio, la parte ovest (Raldon, Pampaluna e Ca' di Frè) rimase a San Giovanni Lupatoto. Nella suddivisione probabilmente si tenne conto della posizione degli appezzamenti delle famiglie Bevilacqua Lazise e Maffei per preservarne l'unitarietà. La località Pontoncello passò anch'essa a Zevio. Nel 1834, Josef Radetzky fu nominato comandante del Regno Lombardo-Veneto. Il feldmaresciallo fu l'uomo che più di tutti riconobbe in Verona un luogo strategicamente importantissimo all'interno del quadrilatero fortificato e quindi diede grande stimolo alla sua fortificazione.
Si provvide così a costruire una serie di forti esterni alla città, conosciuti come primo e secondo campo trincerato di Verona (tra i quali, forte Santa Caterina, forte Chievo, forte Santa Lucia, forte Dossobuono e forte Azzano). Gli austriaci eressero nel territorio comunale il forte Ca' Vecchia, nome con cui all'epoca era nota Corte Garofolo. La fortificazione fa parte delle importanti opere militari fatte costruire dagli austriaci attorno a Verona. Nel 1863 le opere militari si espansero con la costruzione di una ricovero per l'artiglieria, edificio poi convertito in caserma per la cavalleria, per appagare le continue esigenze delle truppe ivi alloggiate, il comune dovette sostenere una rilevante spesa: venne costruita, per volere del comando militare austroungarico, la caserma per la cavalleria, divenuta poi il primo stabilimento di San Giovanni Lupatoto nel 1868, la "Fabbrica Vetri" che occupava 800 operai e che nel 1899 venne rilevata dalla manifatturiera "Festi Rasini".

### Dal Regno d'Italia ai giorni nostri
Alla fine del 1866 il Veneto venne annesso al neonato Regno d'Italia. A San Giovanni Lupatoto venne nominato il primo sindaco: il marchese Alfonso Zenetti. Tra le varie figure che si successero alla guida dell'amministrazione comunale vi fu Vittorio Pasti, il quale rimanendo sindaco per quasi 19 anni, detiene il record di longevità nell'incarico.
Nel 1927 il comune fu coinvolto nelle riforme amministrative operate dal regime fascista in quell'anno, venendo soppresso e accorpato a quello di Verona. Nel 1932 il comune venne ripristinato ma la frazione di Palazzina Sant'Andrea rimase a Verona.

### Simboli
Lo stemma è stato riconosciuto con DCG del 9 dicembre 1936 e rappresenta un lupo rapace, rivoltato in campo azzurro. Il decreto di riconoscimento prevedeva il capo di rosso (porpora), al fascio littorio d'oro, circondato da due rami di quercia e alloro annodati da un nastro dai colori nazionali.
Il gonfalone, concesso con regio decreto del 21 dicembre 1936, «a foggia regolamentare con drappo color azzurro, caricato dallo stemma del comune, sormontato dalla iscrizione centrata, in argento Comune di San Giovanni Lupatoto; ornamenti di argento.»

## Monumenti e luoghi d'interesse
- Statua a grandezza naturale della cantante lirica Maria Callas. Inaugurata il 2 dicembre 2022 nell’omonima piazzetta, opera in bronzo dell'artista Albano Poli.

### Architetture religiose
- Chiesa parrocchiale di San Giovanni Battista - costruita nel XVIII secolo
- Chiesa della Madonna dello Staffalo dei Tedeschi - (santuario), costruita nel 1630
- Chiesa parrocchiale del Buon Pastore- costruita nel 1967
- Chiesa parrocchiale di San Gaetano
- Chiesa di Sorio - chiesa con annesso oratorio, edificata nel 1585

## Società

### Evoluzione demografica
Abitanti censiti

## Economia
Le prime attività industriali di San Giovanni Lupatoto risalgono all'Ottocento: la caserma austriaca per la cavalleria voluta dal generale Josef Radetzky fu utilizzata in seguito all'annessione al Regno d'Italia come stabilimento industriale dove si fabbricavano lastre di vetro e bottiglie con impiegati 800 operai. Sul territorio sono presenti diverse aziende, fra cui lo stabilimento principale della società gruppo Vicenzi, del pastificio Rana di Giovanni Rana e della Melegatti, fondate a San Giovanni Lupatoto.
Particolarmente aggressivo il settore immobiliare che ha causato un forte aumento demografico e portato la densità abitativa tra le più elevate della provincia di Verona e della regione Veneto, con conseguente aumento del traffico veicolare e dell'inquinamento atmosferico. In agricoltura si segnala soprattutto la coltivazione di fragole prodotto tipico locale.

## Infrastrutture e trasporti
A San Giovanni Lupatoto era presente una stazione della tranvia Verona-Albaredo-Coriano, in servizio tra il 1898 e il 1925. Tale linea, con trazione a vapore, fu all'inizio del secolo interessata da un esperimento di trasporto integrato che prevedeva la costruzione di un grande porto fluviale sull'Adige, presso Albaredo.
A ovest del centro abitato di San Giovanni corre la SS434 Transpolesana, principale arteria di collegamento tra il veronese e il Polesine.
A pochi chilometri dal centro si trova l'uscita Verona Sud sull'autostrada A4 Milano-Venezia.

## Amministrazione

Il gonfalone comunale

Il comune fa parte del movimento patto dei sindaci 
| Periodo           | Periodo           | Primo cittadino       | Partito                                    | Carica | Note                      |
| ----------------- | ----------------- | --------------------- | ------------------------------------------ | --- | ------------------------- |
| 20 febbraio 1867  | 14 luglio 1880    | Alfonso Zenetti       |                                            | Sindaco |                           |
| luglio 1880       | 9 novembre 1882   | Pietro Zampieri       |                                            | Sindaco |                           |
| 9 marzo 1882      | 22 aprile 1882    | Felice Bruni          |                                            | Sindaco | [ 10 ]                    |
| 19 novembre 1882  | ottobre 1883      | Giovanni Bottagisio   |                                            | Presidente della Giunta facente funzioni di Sindaco                                                                            |                           |
| 1º novembre 1883  | 28 ottobre 1887   | Vittorio Pasti        |                                            | Sindaco |                           |
| 1888              | 1890              | Francesco Sartori     |                                            | Sindaco |                           |
| 24 gennaio 1891   | settembre 1905    | Vittorio Pasti        |                                            | Sindaco | [ 11 ]                    |
| settembre 1905    | 15 aprile 1910    | Beniamino Calza       |                                            | Sindaco |                           |
| aprile 1910       | 17 novembre 1910  | Francesco Sartori     |                                            | Sindaco | [ 12 ]                    |
| 8 dicembre 1910   | 25 settembre 1920 | Gaetano Bianchi       |                                            | Sindaco | [ 13 ]                    |
| 26 settembre 1920 | 19 giugno 1921    | Francesco Zinelli     |                                            | Sindaco |                           |
| 17 luglio 1921    | ottobre 1922      | Bernardo Alberti      |                                            | Sindaco |                           |
| 10 novembre 1922  | 21 maggio 1923    | Annibale Richard      | -                                          | Commissario prefettizio |                           |
| 22 maggio 1923    | 3 aprile 1927     | Vittorio Pasti        |                                            | Sindaco | [ 14 ]                    |
| 4 aprile 1927     | 25 maggio 1927    | Roberto Barbetta      |                                            | Podestà | [ 15 ]                    |
| 1º gennaio 1928   | aprile 1930       | Marcello Zerman       |                                            | Fiduciario delegato del Podestà di Verona                                                                                      |                           |
| 21 maggio 1930    | 21 agosto 1944    | Renzo Pasti           |                                            | Fiduciario delegato del Podestà di Verona (fino al 19 agosto 1932) Commissario prefettizio (fino al 20 settembre 1932) Podestà |                           |
| 30 agosto 1944    | 24 maggio 1945    | Orazio Bianchi        |                                            | Commissario prefettizio |                           |
| 25 maggio 1945    | 28 ottobre 1945   | Ottavio Zanetti       |                                            | Sindaco |                           |
| 28 novembre 1944  | 7 marzo 1946      | Giovanni Mistura      |                                            | Sindaco |                           |
| 2 aprile 1946     | 8 giugno 1951     | Luigi Martelli        |                                            | Sindaco | [ 16 ]                    |
| 9 giugno 1951     | 10 ottobre 1963   | Giuseppe Vicenzi      |                                            | Sindaco | [ 17 ]                    |
| 11 ottobre 1963   | 8 novembre 1970   | Francesco Zollo       |                                            | Sindaco |                           |
| 9 novembre 1970   | 14 giugno 1975    | Pierluigi Bonamini    |                                            | Sindaco |                           |
| 15 giugno 1975    | 3 agosto 1977     | Giuseppe Canteri      |                                            | Sindaco |                           |
| 4 agosto 1977     | 4 ottobre 1980    | Giuseppe Ghini        |                                            | Sindaco |                           |
| 5 ottobre 1980    | 20 agosto 1985    | Giusto Vecchiato      |                                            | Sindaco |                           |
| agosto 1985       | giugno 1990       | Giuseppe Menin        | Democrazia Cristiana                       | Sindaco | [ 18 ]                    |
| giugno 1990       | maggio 1993       | Giuseppe Canteri      | Democrazia Cristiana                       | Sindaco | Dimissioni del Sindaco    |
| maggio 1993       | dicembre 1993     | Giovanni Marcolungo   | Partito Democratico della Sinistra         | Sindaco | Sospensione del consiglio |
| dicembre 1993     | giugno 1994       | Francesco Alecci      |                                            | Commissario straordinario | [ 21 ] [ 22 ]             |
| giugno 1994       | maggio 1998       | Severino Betti        | Lega Nord/Łiga Veneta                      | Sindaco | Elezioni 1994             |
| giugno 1998       | giugno 2002       | Severino Betti        | Lega Nord - con civica                     | Sindaco | Elezioni 1998             |
| giugno 2002       | giugno 2007       | Remo Taioli           | La Margherita - con civica                 | Sindaco | Elezioni 2002             |
| giugno 2007       | giugno 2012       | Fabrizio Zerman       | Indipendente - con LN-AN-UDC-civiche       | Sindaco | Elezioni 2007             |
| giugno 2012       | luglio 2015       | Federico Vantini      | PD - con SEL-PSI-FdS-IdV-civica            | Sindaco | Elezioni 2012             |
| luglio 2015       | 20 giugno 2016    | Alessandro Tortorella |                                            | Commissario prefettizio |                           |
| 20 giugno 2016    | 4 ottobre 2021    | Attilio Gastaldello   | con LN-civiche                             | Sindaco | Elezioni 2016             |
| 4 ottobre 2021    | in carica         | Attilio Gastaldello   | Indipendente - con Lega-FdI-FI-Rin-civiche | Sindaco | Elezioni 2021             |

### Gemellaggi
- Seyssinet-Pariset, dal 1986

## Sport

### Calcio
Nel comune hanno sede tre squadre: la prima militante in Promozione, l'A.S.D. San Giovanni Lupatoto Calcio che ha come suo simbolo il lupo, che è anche lo stemma della città, e i suoi colori sociali sono il bianco e il rosso, vincitrice del campionato di Seconda Categoria nella stagione 2012/2013; la seconda, militante in prima categoria, è l'A.S.D. Calcio Pozzo (dal nome della frazione), i cui colori sociali sono il rosso e il blu e che ha per simbolo un leone, vincitrice della Coppa Veneto di II Categoria, battendo il 1º maggio 2013 sul neutro di Piove di Sacco i trevigiani del Cappella Maggiore; l'A.S.D. Pozzo possiede anche una seconda ed una terza squadra, entrambe militanti in terza categoria. La terza società del comune, l'A.C.D. Raldon, ha sede nella frazione omonima, è stata fondata nel 1975 e milita nel campionato di Terza Categoria, i colori sociali sono il nero-verde e gioca nell'impianto della frazione di Raldon, in via S. Giovanni Bosco.
Il San Giovanni Lupatoto disputa gli incontri al campo sportivo Battistoni di via XXIV Maggio, mentre il Pozzo utilizza il campo sportivo Nicola Pasetto in via Monte Pastello n. 15. Nella stagione 2015-2016, l'A.S.D. San Giovanni Lupatoto si aggiudica la promozione con due turni di anticipo, vincendo il campionato di Prima Categoria. Nella stagione 2017-2018 la squadra si classifica al terzo posto del girone A del campionato Promozione, ma viene poi ripescata, permettendole così l'accesso al campionato di Eccellenza per la stagione 2018-2019.